# تمام نگاری با نور سفید
تمام نگاری که ترجمه‌ای است برای کلمه هولوگرافی(Holography)فن ثبت شدت (دامنه موج) و اختلاف فاز است.
تاریخچه 
فن تمام‌نگاری (هولوگرافی) یا عکسبرداری به وسیله بازسازی جبهه موج، که در سال ۱۳۲۶/۱۹۴۷ توسط دنیس گابور به عنوان یکی از راههای بالا بردن توان تفکیک میکروسکوپ الکترونی کشف شد، اینک ۶۵ ساله شده‌است. با وجود این تا سال ۱۳۳۹/۱۹۶۰ فن تمام‌نگاری هنوز در سطح وسیع جلب نظر نکرده بود. در آن زمان اوپاتنیکس و امت، ن. لیت که هر دو در دانشگاه میشیگان کار می‌کردند توانستند اصل گابورراـ با نوآوری ـ بامواردی بسیار فراتر ازکاربرد اولیه آن توسعه بدهند. آن‌ها با به کار بردن روش " پرتو مرجع خارج از محور" توانستند کیفیت تصاویر تمام‌نگاشتی را نسبت به سابق خیلی بالاتر ببرند.
بعلاوه با استفاده از نور لیزر، که شدت و همدوسی آن خیلی بالاست، برای اولین بار موفق شدند تصاویر تمام‌نگاشتی واقعی شگفت‌انگیزی از اشیاء مختلف سه بعدی بازتابنده به دست آورند (لیت و اوپاتنیکس ۱۹۶۵).
فرایند تمام نگاری و ثبت تمام نگاشت
تمام‌نگاری درشکی معمولی‌اش، فرایند نسبتاً ساده‌ای است. نورهمدوس لیزر به دو باریکه تقسیم می‌شود. یکی از باریکه‌ها برای روشن کردن شیء به کار می‌رود و آن قسمت از باریکه نور که از شیء بازتابیده می‌شود روی  فیلم عکاسی می‌افتد. باریکه دیگر به وسیله یک آیینه مستقیماً روی فیلم عکاسی تابانده می‌شود. نور بازتابیده از آیینه، که باریکه مرجع نامیده می‌شود، روی فیلم عکاسی با نور بازتابیده از شیء ترکیب می‌شود و یک نقش تداخلی پیچیده به وجود می‌آورد. فیلم عکاسی ظاهر شده‌ای که این نقش تداخلی بر آن نگاشته شده، همان تمام‌نگاشت است.
هرگاه چنین تمام‌نگاشتی فقط با نور مرجع روشن شود، جذب یا عبور پرتوهای نور از صحنه طوری است که در باریکه خروجی مؤلفه‌ای به وجود می‌آید که دقیقاً المثنای امواج نوری اولیه‌ای است که هنگام تشکیل تمام‌نگاشت از شیء به فیلم بازتابیده‌است. ناظری که این امواج را دریافت می‌کند، به نظرش می‌رسد که آن‌ها از شیء اصلی صادر می‌شوند و به چشمانش می‌رسند. عملاً ناظر شیء را طوری می‌بیند که گویی واقعاً در آنجا حضور دارد.
هولوگرافی و لیزر
```
پیشرفت‌های بعدی درتمام‌نگاری با تحولات لیزر پیوند نزدیک داشته‌است.
```

زیرا دستیابی به تمام‌نگاشت‌های بزرگتر و بهتر، از صحنه‌های وسیعتر و متنوعتر، مستلزم همدوسی شدیدتر نور چشمه‌ای است که در آفرینش این تصاویر دلربا به کار می‌رود.
چرا در تمام نگاری از نور همدوس استفاده می‌شد؟
نور از این جهت باید همدوس باشد که تمام نگاشت، همان ثبت تداخل دو موج است و در حالت کلی (ولی نه همیشه) نقش‌های تداخلی را نور همدوس به وجود می‌آورد، و نور ناهمدوس نمی‌تواند چنین کند. ضرورت استفاده از نور همدوس قطعاً مانع پیشرفت تمام‌نگاری ـ بخصوص برای منظورهای نمایشی ـ شده‌است، چون چشمه‌های نور همدوس علاوه بر گران بودن، دست و پاگیر نیز هستند. بنابراین هر تخفیفی در شرط وجود همدوسی، مخصوصاً در مرحله رؤیت، اهمیت زیادی برای نمایشگاه‌های تمام‌نگاری خواهد داشت.
تفاوت نورهمدوس ونور ناهمدوس:
دو نوع همدوسی وجود دارد: همدوسی زمانی و همدوسی فضایی؛ نور را وقتی همدوس می‌گویند که هر دو نوع همدوسی را دارا باشد. نور" همدوس زمانی" نوری است تکفام، نوری است که از چشمه نقطه‌ای ناشی شود ویا بتوان آن را در یک نقطه کانونی کرد. امروزه لیزر "چشمه نور همدوس" متداول است، لیکن نور همدوس را می‌توان را چشمه‌های ناهمدوس نیز به دست آورد. همان‌طور که قبل از اختراع لیزر چنین می‌شد. مثلاً با قرار دادن سوراخ‌ریزی در جلو چشمه نور به وطوری که نور فقط از یک نقطه خارج شود می‌توان همدوسی فضایی ایجاد کرد. با قرار دادن صافی رنگی در جلو چشمه نور به طوری که فقط نوار باریکی از طیف عبور کند، می‌توان به همدوسی زمانی رسید. هر دو فرایند منجر به از دست رفتن قسمت اعظم نور می‌شود؛ بنابراین چشمه نور ناهمدوس باید دارای شدت فوق‌العاده زیاد باشد تا بتوان با آن مقدار خیلی کمی نور همدوس ایجاد کرد.
تمام نگاری با نور سفید
در چند دهه قبل، تمایلی هم در یک جهت دیگر پدیده آمد برای اینکه تمام‌نگاری را عملی‌تر و در نتیجه استفاده از آن را عمومی‌تر کنند، و این باعث تشویق دست‌اندرکاران در یافتن راههایی برای تعدیل در بایست همدوسی در این فرایند شد، اخیراً در نمایشگاه‌های تمام‌نگاشت‌هایی به نمایش گذاشته شدند که علاوه بر آنکه به کمک نور همدوس لیزر قابل رؤیت بودند، با استفاده از نور ناهمدوس یا نور سفید (مثلاً نور خورشید یا نور لامپ معمولی) نیز می‌شد آن‌ها را مشاهده کرد. افراد زیادی بعد از مشاهده این تمام‌نگاشت‌ها از اینکه می‌توانستند آن‌ها را با استفاده از نور معمولی ببینند اظهار تعجب می‌کردند، زیرا مدت‌ها بود که تمام‌نگاری با تکنولوژی پیچیده وگران لیزر همراه بود.
منابع
1. ↑  امت. ن. لیت,تمام نگاری با نور سفید,مجله فیزیک,ISSN:  0254-9611,شماره۸,سال ۲
2. 1 2  Bahaa E. A. Saleh, Fundamentals of Photonics, Second Edition, ISBN 978-0-471-35832-9, Wiley, March 9, 2007
3. ↑    1. Lasers and holography: an introduction to coherent optics W. E. Kock, Dover Publications (1981), ISBN 978-0-486-24041-1
4. 1 2  امت. ن. لیت,مام نگاری با نور سفید,مجله فیزیک,ISSN: 0254-9611,شماره۸,سال ۲

Bahaa E. A. Saleh, Fundamentals of Photonics, Second Edition, ISBN 978-0-471-35832-9, Wiley, March 9, 2007
Eugene Hecht , Optics, 4th Edition,  ISBN 978-0-8053-8566-3, Addison-Wesley, 2002
Hariharan P, 1996, Optical Holography, Cambridge University Press, ISBN 0-521-43965-5